# Бесани у Сијетлу
Бесани у Сијетлу (енгл. „Sleepless in Seattle“) је америчка романтична комедија из 1993. године са Мег Рајан у главној улози. Ово је један од комерцијално најуспешнијих филмова деведесетих. Нора Ефрон је била номинована за награду BAFTA и Оскар за најбољи оригинални сценарио, док је песма „A Wink and a Smile“ такође била номинована за Оскара. Мег Рајан и Том Хенкс су за своје изведбе били у конкуренцији за Златне глобусе.

## Радња
После смрти своје супруге, Сем Болдвин није ни помишљао да би опет могао да се заљуби. Ипак, схватао је да је његовом осмогодишњем сину Џонаху потребна мајка, али није знао да је и дечак мислио како његовом оцу треба нова мама. Џонах зато зове националну радио-станицу где прича животну причу свог тате. Њу ће чути хиљаде жена широм Америке, између осталих и Ени Рид, која ускоро треба да се венча. Међутим, неће се венчати све док не упозна Сема и не увери се да он није прави човек за њу. Дошавши у Сијетл и упознавши се са њим, схвата да он заиста није човек за њу и враћа се кући у Њујорк. У међувремену Џонах добија писмо од једне Енине пријатељице, у коме она прича о Ени, па схвата да је она права жена за Сема. Стога полази у Њујорк за њом, а Сем за њим.

## Улоге
| Глумац           | Улога             |
| ---------------- | ----------------- |
| Мег Рајан        | Ени Рид           |
| Tом Хенкс        | Сем Болдвин       |
| Бил Пулман       | Волтер            |
| Рос Малингер     | Џонах Болдвин     |
| Габи Хофман      | Џесика            |
| Виктор Гарбер    | Грег              |
| Рита Вилсон      | Сузи              |
| Кери Лоуел       | Меги Абот Болдвин |
| Роб Рајнер       | Џеј               |
| Рози О'Донел     | Беки              |
| Дејвид Хајд Пирс | Денис Рид         |
| Дејна Ајви       | Клер Бенет        |
| Франсес Конрој   | Ајрин Рид         |